# Luciano Pavarotti
Luciano Pavarotti (Modena, 12 oktober 1935 – aldaar, 6 september 2007) was een Italiaanse tenor. Hij was een van de beroemdste operazangers ter wereld en volgens velen de beste tenor van zijn generatie.

## Biografie

### Jeugd
Pavarotti was de enige zoon van bakker Fernando Pavarotti en Adele Venturi, arbeidster in de plaatselijke tabaksfabriek. Als kind hield hij meer van voetbal dan van muziek en zijn eerste (lokale) bekendheid verwierf hij als lid van een plaatselijke voetbalclub.
Zingen deed hij voor het eerst in een plaatselijk kerkkoor, samen met zijn vader, die gek was op opera en zelf geen onverdienstelijke amateurtenor was. Toen dit "Rossini Mannenkoor"  in 1955 de eerste prijs won in de Llangollen  International Singing Competition bij de Eisteddfod in Wales, besloot de jonge Luciano zich volledig aan de muziek te wijden.

### Carrière
Zijn officiële debuut volgde op 29 april 1961, toen hij Rodolfo, een van de grote klassieke tenorrollen in Puccini's La Bohème, vertolkte in het operatheater van Reggio Emilia. Na zijn aanvankelijke succes in Italië volgden engagementen in Amsterdam, Wenen, Zürich en Londen elkaar in hoog tempo op. In 1965 maakte hij in Miami zijn Amerikaanse debuut, met tegenspeelster Joan Sutherland in Donizetti's Lucia di Lammermoor – het begin van wat zou uitgroeien tot een historisch partnerschap.
Zijn doorbraak bij het Amerikaanse publiek volgde zeven jaar later, op 17 februari 1972, toen hij iedereen verbaasde met zijn schijnbaar moeiteloze hoge noten in Donizetti's La fille du régiment in de Metropolitan Opera te New York. Televisieoptredens waren vanaf dat moment welhaast aan de orde van de dag.
Pavarotti sleepte gedurende zijn carrière talrijke Grammy Awards in de wacht en hij grossierde in platina en gouden platen. Voor het grote publiek werd hij een échte wereldster toen zijn uitvoering van de aria 'Nessun dorma' uit Turandot van Puccini gebruikt werd als herkenningsmelodie van het wereldkampioenschap voetbal 1990. In de verdere jaren 90 werd Pavarotti bekender dankzij zijn goed bezochte openluchtconcerten. Zijn op de televisie uitgezonden concert in het Hyde Park in Londen was het eerste concert in de geschiedenis van het park met klassieke muziek en had een opkomst van bijna 150.000 mensen. In juni 1993 verzamelden meer dan 500.000 luisteraars zich voor zijn concerten op het Grote Gazon van Central Park in New York, terwijl miljoenen via de televisie meekeken. In september van datzelfde jaar zong hij bij de Eiffeltoren in Parijs voor een geschatte menigte van 300.000 mensen.
Grote commerciële successen boekte hij ook als deel van De Drie Tenoren: met Plácido Domingo en José Carreras. Zij traden in juli 1990 voor het eerst samen op bij de Thermen van Caracalla in Rome. De opnamen en video's van dit concert overtroffen in verkoopcijfers die van Michael Jackson, Elvis Presley en de Rolling Stones. Tot 2003 bleven de drie tenoren regelmatig samen optreden en brachten zij met veel succes nog verschillende albums uit.
Pavarotti zong voor het laatst in het openbaar toen hij op 10 februari 2006, tijdens de opening van de Olympische Winterspelen in het Italiaanse Turijn, zijn favoriete aria 'Nessun dorma' ten gehore bracht.

### Film en televisie
Pavarotti's eenmalige uitstapje naar de wereld van de film, een romantische komedie met de titel Yes, Giorgio (1982), werd door de critici ronduit neergesabeld. Hij kwam daarentegen aanzienlijk beter uit de verf in Jean-Pierre Ponnelles adaptatie voor televisie van de opera Rigoletto, eveneens uit 1982, of in zijn meer dan 20 live operavoorstellingen die tussen 1978 en 1994 voor televisie werden opgenomen, de meeste ervan met de Metropolitan Opera en vrijwel allemaal beschikbaar op dvd.

### Ziekte en dood

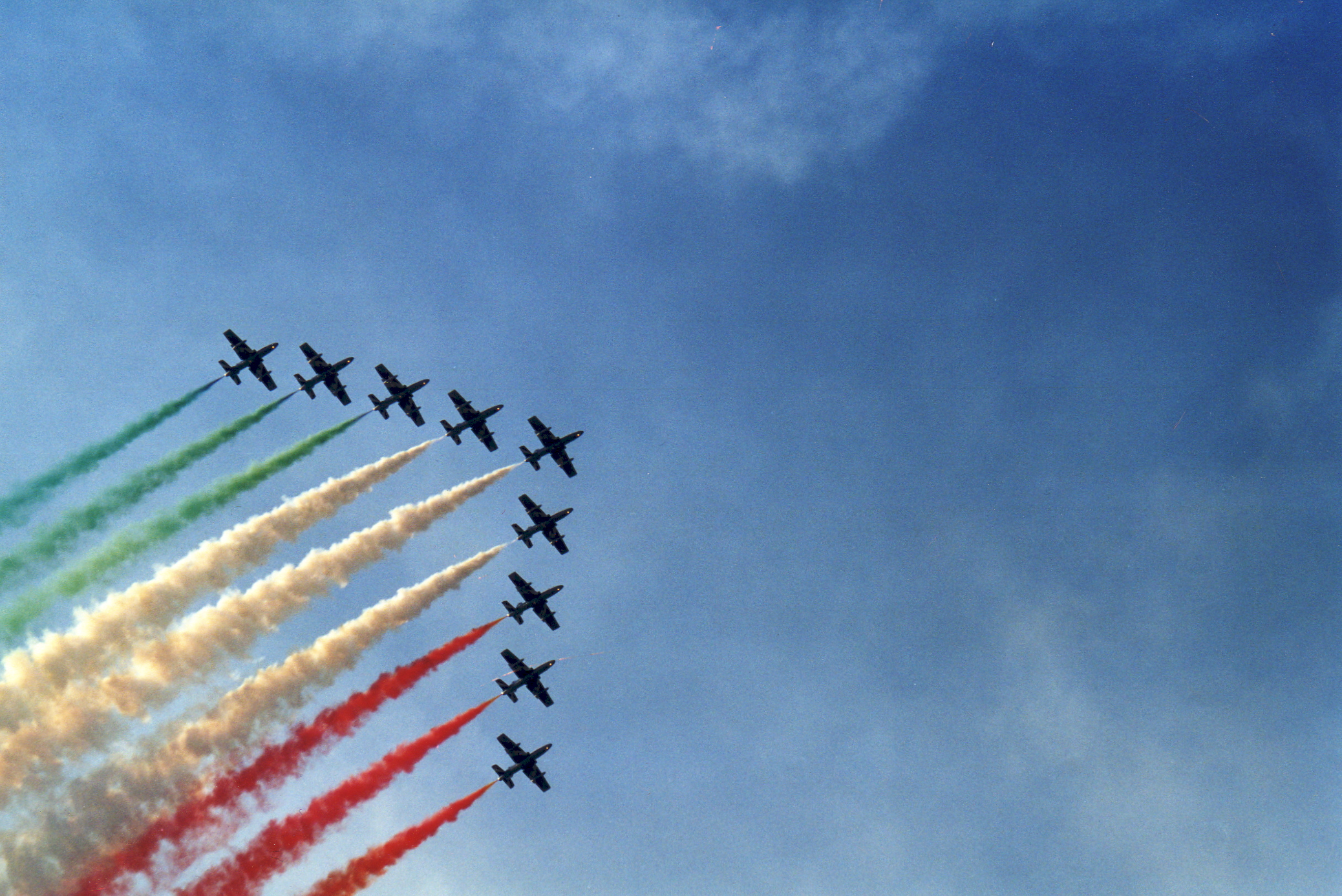
Frecce Tricolori

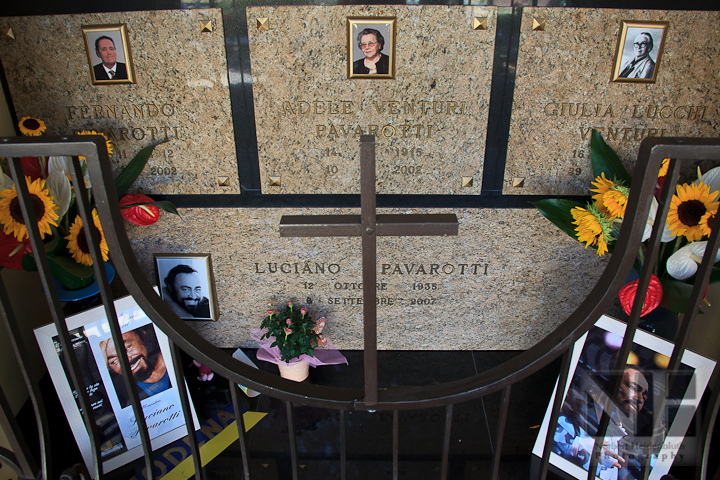
Familiegraf van Pavarotti in Montale

In juli 2006 werd bij Pavarotti alvleesklierkanker geconstateerd. Hij onderging een operatie en verdere optredens in dat jaar werden opgeschort ten behoeve van zijn herstel. Tijdens de zomer van 2007 zou de zanger, op vakantie in zijn villa aan de Adriatische kust, ademhalingsproblemen hebben gekregen. Sinds zijn operatie van 2006 had hij een vijftal chemotherapiekuren ondergaan. Omdat zijn toestand tegen het einde van de zomer verder verslechterde, werd hij begin augustus opnieuw in een ziekenhuis opgenomen, waar hij op 25 augustus, na een reeks van onderzoeken, weer werd ontslagen. Vanaf dat moment werd hij thuis, in het Noord-Italiaanse Modena, door familie en vrienden verzorgd. Begin september 2007 werd bekend dat zijn toestand, die als "zeer ernstig" werd omschreven, zienderogen achteruitging. Ongeveer tezelfdertijd maakte de Italiaanse regering bekend dat aan Pavarotti als eerste een speciale, nieuwe onderscheiding was toegekend voor zijn ongeëvenaarde promotie van de Italiaanse cultuur.
Op 6 september 2007 overleed Pavarotti op 71-jarige leeftijd. Tegen de avond werd het lichaam van de zanger overgebracht naar de kathedraal van Modena, waar hij werd opgebaard om het publiek in de gelegenheid te stellen voor een laatste afscheid voorafgaand aan zijn begrafenis op zaterdagmiddag 8 september 2007. De plechtige uitvaartmis, in aanwezigheid van de Italiaanse premier Romano Prodi, werd geleid door kardinaal Tarcisio Bertone, staatssecretaris van het Vaticaan en rechtstreeks uitgezonden door zowel de Italiaanse televisie als CNN. De blinde Italiaanse tenor Andrea Bocelli zong Mozarts 'Ave Verum Corpus' en er werd een video vertoond van het Panis angelicus (Brood der engelen), door Pavarotti zelf, samen met zijn vader Fernando, in 1978 in dezelfde kathedraal gezongen. Pavarotti's familie had liever een besloten ceremonie gehad, maar door de aanwezigheid van duizenden bewonderaars, politici, beroemdheden als de tenoren Plácido Domingo en José Carreras, U2-zanger Bono, voormalig VN-secretaris-generaal Kofi Annan en media had de uitvaart meer weg van een staatsbegrafenis. Het stuntteam Frecce Tricolori van de Italiaanse luchtmacht schreef de groen-wit-rode Italiaanse vlag tegen de hemel bij het overvliegen van de kathedraal. De zanger werd in besloten kring begraven in de nabijheid van eerder overleden familieleden, onder wie zijn ouders en zijn doodgeboren zoontje Ricardo, op een kerkhof dicht bij zijn huis in Modena.
In oktober 2007 werd het operahuis in zijn stad Modena omgedoopt tot Teatro Comunale Luciano Pavarotti.
In augustus 2022, bijna 15 jaar na zijn overlijden, kreeg Pavarotti een ster op de Hollywood Walk of Fame.

### Familie
Pavarotti had vier dochters: Lorenza (1962), Cristina (1964) en Giuliana (1967) (alle drie van zijn eerste vrouw Adua Veroni, met wie hij 34 jaar gehuwd was) en de in januari 2003 geboren Alice (van zijn tweede vrouw Nicoletta Mantovani, die tien jaar lang zijn persoonlijke assistente was alvorens ze in 2003 met hem in het huwelijk trad). Alices tweelingbroer Ricardo overleed bij de geboorte. In april 2002 werd Pavarotti voor het eerst grootvader. In datzelfde jaar overleden Luciano's beide ouders: eerst zijn 86-jarige moeder Adele Venturi Pavarotti, nog geen vijf maanden daarna gevolgd door zijn 89-jarige vader Fernando Pavarotti.
Op 20 oktober 2007 berichtte de Italiaanse krant La Repubblica dat Pavarotti voor 18 miljoen euro aan schulden had achtergelaten. Daartegenover staan mogelijk ongeveer 20 miljoen aan royalty's.

## Discografie (selectie)
- Pietro Mascagni - L'amico Fritz, Pavarotti, Freni, Gavazzeni (1968)
- 'O sole mio (1979)
- Mamma (1984)
- Passione (1985)
- Tutto Pavarotti (1989)
- The essential Pavarotti (1990)
- Ti amo - greatest love songs (1993)
- Pavarotti Plus (1997)
- Pavarotti greatest hits - the ultimate collection (1997)
- Luciano Pavarotti - Ti adoro (2003)

## Hitlijsten

### Albums
| Album met eventuele hitnotering(en) in de Nederlandse Album Top 100 | Datum van verschijnen | Datum van binnenkomst | Hoogste positie | Aantal weken | Opmerkingen         |
| ------------------------------------------------------------------- | --------------------- | --------------------- | --------------- | ------------ | ------------------- |
| Tutto Pavarotti                                                     | 1989                  | 19-05-1990            | 18              | 16           |                     |
| Caruso                                                              | 1990                  | 16-06-1990            | 2               | 23           |                     |
| In concert                                                          | 1990                  | 25-08-1990            | 1(4wk)          | 40           | De Drie Tenoren     |
| Pavarotti in Holland                                                | 1991                  | 17-08-1991            | 9               | 12           |                     |
| The 3 Tenors in concert 1994                                        | 1994                  | 10-09-1994            | 2               | 26           | De Drie Tenoren     |
| Christmas with the 3 Tenors                                         | 1995                  | 09-12-1995            | 20              | 6            | De Drie Tenoren     |
| Together for the children of Bosnia                                 | 1996                  | 16-03-1996            | 4               | 25           | Pavarotti & Friends |
| For War Child                                                       | 1996                  | 16-11-1996            | 15              | 16           | Pavarotti & Friends |
| Pavarotti in de Amsterdam Arena                                     | 1997                  | 17-05-1997            | 26              | 7            |                     |
| The 3 Tenors - Paris 1998                                           | 1998                  | 29-08-1998            | 27              | 6            | De Drie Tenoren     |
| For the children of Liberia                                         | 1998                  | 31-10-1998            | 7               | 13           | Pavarotti & Friends |
| For Guatemala and Kosovo                                            | 1999                  | 02-10-1999            | 18              | 14           | Pavarotti & Friends |
| For Cambodia and Tibet                                              | 2000                  | 30-09-2000            | 19              | 12           | Pavarotti & Friends |
| The 3 Tenors at Christmas                                           | 2000                  | 09-12-2000            | 19              | 7            | De Drie Tenoren     |
| Pavarotti forever                                                   | 2007                  | 15-09-2007            | 11              | 16           |                     |

| Album met hitnotering(en) in de Vlaamse Ultratop 200 albums | Datum van verschijnen | Datum van binnenkomst | Hoogste positie | Aantal weken | Opmerkingen         |
| ----------------------------------------------------------- | --------------------- | --------------------- | --------------- | ------------ | ------------------- |
| The 3 Tenors in concert 1994                                | 1994                  | 01-04-1995            | 34              | 5            | De Drie Tenoren     |
| Pavarotti & Friends 2                                       | 1995                  | 17-06-1995            | 7               | 22           | Pavarotti & Friends |
| Tutto Pavarotti                                             | 1989                  | 30-12-1995            | 24              | 11           |                     |
| In België                                                   | 1996                  | 16-03-1996            | 49              | 1            |                     |
| Together for the children of Bosnia                         | 1996                  | 23-03-1996            | 7               | 15           | Pavarotti & Friends |
| For War Child                                               | 1996                  | 30-11-1996            | 8               | 10           | Pavarotti & Friends |
| Greatest hits                                               | 1997                  | 29-11-1997            | 31              | 8            |                     |
| The 3 Tenors - Paris 1998                                   | 1998                  | 05-09-1998            | 14              | 7            | De Drie Tenoren     |
| For the children of Liberia                                 | 1998                  | 26-12-1998            | 47              | 3            | Pavarotti & Friends |
| The 3 Tenors at Christmas                                   | 2000                  | 06-01-2001            | 47              | 1            | De Drie Tenoren     |
| Pavarotti forever                                           | 2007                  | 22-09-2007            | 6               | 20           |                     |
| The best (farewell tour)                                    | 2012                  | 15-09-2012            | 156             | 2            |                     |
| The 50 greatest tracks                                      | 2013                  | 26-10-2013            | 67              | 17           |                     |
| Classic duets                                               | 2014                  | 15-11-2014            | 200             | 1            |                     |

### Singles
| Single met eventuele hitnotering(en) in de Nederlandse Top 40 | Datum van verschijnen | Datum van binnenkomst | Hoogste positie | Aantal weken | Opmerkingen                                  |
| ------------------------------------------------------------- | --------------------- | --------------------- | --------------- | ------------ | -------------------------------------------- |
| Caruso                                                        | 1990                  | 19-05-1990            | 7               | 11           | Nr. 3 in de Single Top 100                   |
| 'O sole mio                                                   | 1990                  | -                     |                 |              | Nr. 71 in de Single Top 100                  |
| Miserere                                                      | 1992                  | 24-10-1992            | tip6            | -            | met Zucchero / Nr. 41 in de Single Top 100   |
| Miss Sarajevo                                                 | 1995                  | 02-12-1995            | 5               | 14           | met Passengers / Nr. 5 in de Single Top 100  |
| Live like horses                                              | 1996                  | -                     |                 |              | met Elton John / Nr. 74 in de Single Top 100 |
| Nessun dorma                                                  | 2007                  | -                     |                 |              | Nr. 35 in de Single Top 100                  |

| Single met hitnotering(en) in de Vlaamse Ultratop 50 | Datum van verschijnen | Datum van binnenkomst | Hoogste positie | Aantal weken | Opmerkingen    |
| ---------------------------------------------------- | --------------------- | --------------------- | --------------- | ------------ | -------------- |
| Caruso                                               | 1990                  | 04-08-1990            | 35              | 1            |                |
| Miserere                                             | 1992                  | 24-10-1992            | 24              | 9            | met Zucchero   |
| Miss Sarajevo                                        | 1995                  | 16-12-1995            | 5               | 21           | met Passengers |
| Live like horses                                     | 1996                  | 07-12-1996            | tip15           | -            | met Elton John |

### Dvd's
| Dvd's met hitnoteringen in de Nederlandse Music Top 30 | Datum van verschijnen | Datum van binnenkomst | Hoogste positie | Aantal weken | Opmerkingen |
| ------------------------------------------------------ | --------------------- | --------------------- | --------------- | ------------ | ----------- |
| Pavarotti forever                                      | 2007                  | 22-09-2007            | 7               | 7            |             |